# سيلوانة
سيلوانة (بالفارسية: سیلوانه) هي مدينة تقع في إيران في قسم سيلوانه. يقدر عدد سكانها بـ 1,350 نسمة .